# توني ليتش
توني ليتش (بالإنجليزية: Tony Leach)‏ (و. 1903 – 1970 م) هو لاعب كرة قدم، من المملكة المتحدة، ولد في شفيلد، مركز لعبه هو مُدَافِع، وقلب الدفاع (كرة القدم)، توفي عن عمر يناهز 67 عاماً.